# ویلگیه (شهرستان لیپنو)
ویلگیه (به لاتین: Wielgie) یک روستا در لهستان است که در گمینا ویلگیه واقع شده‌است.